# 咢拉叶蝉属
咢拉叶蝉属（学名：Alafrasca）为叶蝉科的一个属。

## 下属物种
本属包括以下物种：
- 圆斑咢拉叶蝉 Alafrasca sticta Lu & Qin, 2014